# 박진식
박진식(朴振植, 1970년 4월 3일 ~ )은 대한민국의 심장내과 의사이다.

## 약력
- 1995년 3월 - 서울대학교병원 수련의
- 1996년 3월 - 서울대학교병원 내과 전공의
- 2003년 5월 - 서울대학교병원 전임의
- 2008년 9월 - 세종병원 심장내과 과장
- 2013년 7월 - 세종병원 제5대 병원장[1]
- 2013년 7월 - 미국 드렉셀 의과대학교 교수 임용
- 2014년 - 혜원의료재단 세종병원 이사장 취임
- 2014년 ~ 현재 - 혜원의료재단 세종병원 이사장[2]
- 2017년 3월 ~ 2018년 2월 메디플렉스 세종병원 초대 병원장
- 2017년 3월 ~ 현재 인천세종병원 심장내과 진료과장
- 2024년 4월 ~ 현재 대통령 직속 의료개혁특별위원회 위원

## 같이 보기
- 세종병원